# Бранчеєвка
Бранче́євка (рос. Бранчеевка, ерз. Боранця) — присілок у складі Ковилкінського району Мордовії, Росія. Входить до складу Ізосимовського сільського поселення.
Населення — 46 осіб (2010; 92 у 2002).
Національний склад станом на 2002 рік:
- мордва — 98 %